# Tegernsee

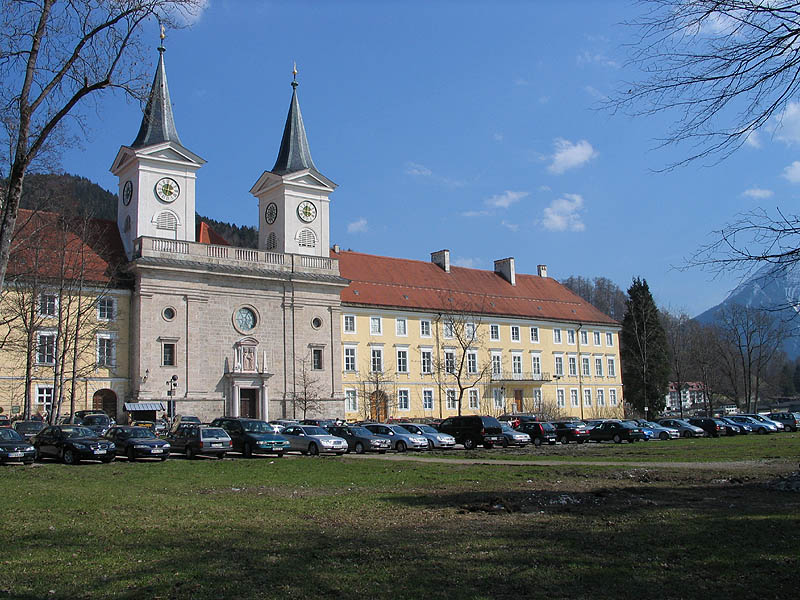
Slottet Tegernsee

Tegernsee är en stad  i distriktet Miesbach i delstaten Bayern i Tyskland. Det är beläget vid sjön Tegernsee, 747 meter över havet.
Staden leder sitt ursprung tillbaka till Tegernseeklostret, ett benediktinerkloster som grundades här år 746. I dag är det mest känd som en kurort med spa-anläggningar m.m.
Benediktinerklostret upplöstes under Napoleon-tiden och byggnaderna övertogs av bayerska kungafamiljen. De gjorde om klostret till ett slott som varit bebott av medlemmar ur ätten Wittelsbach sedan 1817. En flygel innehåller Herzoglish Bayerisches Brauhaus Tegernsee, ett av Tysklands äldsta bryggerier.

## Vänorter
2006 blev Tegernsee vänort med Dürnstein, en stad i Österrike vid Donau.

### Fotnoter
1. ↑  Alle politisch selbständigen Gemeinden mit ausgewählten Merkmalen am 31.12.2018 (4. Quartal) (på tyska), Statistisches Bundesamt, läs online, läst: 10 mars 2019.[källa från Wikidata]
2. ↑  Alle politisch selbständigen Gemeinden mit ausgewählten Merkmalen am 31.12.2023, Statistisches Bundesamt, 28 oktober 2024, läs online, läst: 16 november 2024.[källa från Wikidata]
3. ↑  ”Alle politisch selbständigen Gemeinden mit ausgewählten Merkmalen am 31.03.2020” (Excel). Statistisches Bundesamt. 2020. https://www.destatis.de/DE/Themen/Laender-Regionen/Regionales/Gemeindeverzeichnis/Administrativ/Archiv/GVAuszugQ/AuszugGV1QAktuell.xlsx?__blob=publicationFile. Läst 8 februari 2021.
4. ↑  ”Tegernseer Nachrichten” (på tyska). Tegernsees stadsfullmäktige. februari 2008. http://www.rathaus-tegernsee.de/cms/filewrapper.php?md5id=8d7cc15faf655897f9286da10249e5e3&media_id=229&path=/Nachrichten%20Feb%2006%20.pdf. Läst 4 september 2011.[död länk]